# Schwangerschaftserbrechen
Als Schwangerschaftserbrechen (Emesis gravidarum) oder Morgenübelkeit wird Erbrechen in der Frühschwangerschaft bezeichnet, das insbesondere am Morgen auftritt und von Unwohlsein und Übelkeit begleitet sein kann.
In 0,5 bis 1 % aller Fälle kann es dabei zu der klinisch bedeutsamen Form, der Hyperemesis gravidarum, kommen. Eine exakte Grenzziehung zwischen beiden Krankheitsbildern ist nicht möglich, der Übergang verläuft fließend. Besonders starke Übelkeit kann auf eine Blasenmole hinweisen.
Die Ursache des Schwangerschaftserbrechens ist unklar. Vermutet wird, dass das schwangerschaftserhaltende Hormon hCG bei der Entstehung eine Rolle spielt. Die Produktion von hCG beginnt rund 24 Stunden nach der Befruchtung im Eierstock. In den ersten Wochen der Schwangerschaft steigt die hCG-Konzentration im Blut stetig an, das Maximum wird etwa zwischen der achten und zwölften Schwangerschaftswoche erreicht. Danach sinkt die Konzentration, da die Plazenta die Hormonproduktion aus dem Eierstock nicht mehr benötigt, sobald sie so weit ausgereift ist, dass sie die schwangerschafterhaltenden Hormone selbst produzieren kann. Als Folge bessert sich eine mit der Schwangerschaft verbundene Übelkeit.
Als hilfreich wird oft empfunden, die Nahrungsaufnahme auf mehrere kleine Mahlzeiten über den Tag zu verteilen und auf koffein- und kohlensäurehaltige Getränke zu verzichten. Eine Analyse der Nahrungsbestandteile ergab, dass Schwangerschaftserbrechen mit regionalen Ernährungsformen korreliert war, die durch einen niedrigen Getreideverbrauch und eine hohe Aufnahme von Zucker, Ölpflanzen, Alkohol und Fleisch gekennzeichnet waren.
Bei der medikamentösen Therapie kommen Vitamin B6, Antihistaminika, sowie Antiemetika zur Anwendung.
Während in älteren Studien zunächst positive Effekte von Akupunktur und Akupressur nachgewiesen werden konnten, bewertet der IGeL-Monitor des MDS (Medizinischer Dienst des Spitzenverbandes Bund der Krankenkassen) die neuere Studienlage (2016) zur Akupunktur bei Schwangerschaftsbeschwerden und zur Geburtsvorbereitung als „unklar“. Die systematische Literaturrecherche habe keine Hinweise auf einen medizinischen Nutzen ergeben, aber auch keine Hinweise auf Schäden. Es zeigten sich zwar Effekte zugunsten der Akupunktur, aber diese Effekte seien durchgehend klein und nicht in allen Studien zu finden. Zudem seien die Ergebnisse wegen oft mangelhafter Qualität der Studien wenig verlässlich.
Des Weiteren lindert Ingwer als Tee, Kapseln oder direkt die Übelkeit.